# 爆烈Q
爆烈Q（ばくれつキュー）は、日本のお笑いタレントである高見 つかさ（高見 司、たかみ つかさ、1977年3月14日 - ）の活動名。トゥインクル・コーポレーション所属。
かつてはトゥインクル・コーポレーションで活動していたお笑いグループであった。2007年3月に解散し、その後メンバーであった高見がグループ名を引き継ぎピンで活動しており、現在、「爆烈Q」は高見個人を表す芸名となっている。

## グループ時代のメンバー
高見 司（たかみ つかさ、1977年3月14日（48歳） - ）
- 大阪府出身。AB型。結成メンバー。
- 大阪芸術大学文芸学科卒業。
- 解散後は事務所に残り「爆烈Q」という名前を引き継ぐ形で、ピン芸人として傍らコラムニスト・俳優・舞台演出・イベントMCなど様々な分野で活動中。
- ピン芸人転向後、本名は平仮名表記の「高見 つかさ」としている。

梅本 貴志（うめもと たかし、1974年8月4日（51歳） - ）
- 兵庫県出身。B型。結成メンバー。
- 解散後は芸人を引退。

中村 好夫（なかむら よしお、1972年9月24日（52歳） - ）
- 大阪府出身。B型。笑福亭鶴光門下生。
- 大阪学院大学卒業。
- 1998年加入。加入前は大学在学時より南裕一郎（現在はミナミユーとして活動）とコンビ「カルトかると」、上野友啓とのコンビ「上野・中村」として活動。当時はケーエープロダクションに所属[1]。
- 解散後は、笑福亭鶴光に入門し落語家へ転身。笑福亭羽光という芸名で活動中(落語芸術協会所属)。2020年NHK新人落語大賞受賞。2021年真打昇進。

### 元メンバー
河合 基宏（かわい もとひろ、1975年4月24日（50歳） - ）
- 京都府出身。A型。結成メンバー。
- 大阪芸術大学芸術学部放送学科卒業。
- 1998年脱退。その後はコンビ「ホットサンド」やピン芸人「紅緒」を経て、2001年にコンビ「巷」を結成。スパンキープロダクションに所属[2]。

山元 純一（やまもと じゅんいち、1972年8月7日（53歳） - ）
- 大阪府出身。A型。
- 1998年加入。NSC大阪校11期生であり、加入前はNSC在学中より篠原充彦（現在はファイナンシャル・プランナーとして活動）とコンビ「ICE-GIRL」として活動。当時は吉本興業に所属[3]。
- 2006年脱退。その後は芸能界を引退している。

## 略歴・グループ時代の芸風
1995年8月より、高見・河合・梅本らを含めたメンバーで活動を開始。当初は他にも大勢のメンバーが在籍していたため、9人組で活動していた頃もあった。その後はメンバーの相次ぐ脱退を経て、4人体制となる。2007年3月の解散時にはトリオで活動していた。
爆烈コントと題し、1人が嫌な事や誰だよと思うような一言を言い、それに対して3人が片膝をついた体制で応援団のように両腕を大きく振りながら「だーれーやーねん！！」「いーやーやーわ！！」などと叫んで行くショートコント形式のネタや、途中で中村の肖像が印刷されたお札をバラ撒いて行くというパフォーマンスが恒例となっていた。また、パチンコに扮した3人に対して残りの1人がツッコんで行くという形式のネタがあった。

## 出演

### テレビ
- ドラえもん知識王No.1決定戦!超ガチンコ事前予選SP （テレビ朝日）
- 小林賢太郎テレビ7～知らなくていい世界～（NHKBSプレミアム）

### CM
- 日本コカ・コーラ「ジョージア」 - 『冷やしジョージア』編　（2013年）

## グループ時代の出演

### テレビ
- 爆笑BOOING（関西テレビ放送）[4]
  - テレビ初出演、勝ち抜きはならず。
- ブレイクもの!（フジテレビ）
  - 「お笑い世紀末スターオークション」に、高見・河元・梅本・山元・中村の5人組で出演。
- バクマリヤ（フジテレビ）
- 新しい波8（フジテレビ）
- 爆笑オンエアバトル（NHK総合）戦績0勝6敗 最高357KB
  - 高見・山元・梅本・中村のカルテットで出演。
  - なお、未勝利の芸人内では3番目に敗戦回数が多く（「ダブルコセガレ」「クワバタオハラ」も経験）、うち3回を300KB台で次点敗退している。
- 虎の門（テレビ朝日）
- 内村プロデュース（テレビ朝日）
- 笑いの金メダル（朝日放送）
- スパスパ人間学!（TBSテレビ）
- 爆笑問題のバク天!（TBSテレビ）
- イエヤス（CBCテレビ）
- さまぁ〜ずの若手で笑っちゃったよ（テレビ東京）
- おはスタ（テレビ東京）
- INDIES A-GO-GO（TOKYO MX、2005年8月20日）[5]